# 600.ª Divisão de Infantaria (Alemanha)
A 600ª Divisão de Infantaria (em alemão:600. Infanterie-Division) foi uma unidade militar que serviu no Exército alemão durante a Segunda Guerra Mundial.

## Comandantes
| Comandante                      | Data                            |
| ------------------------------- | ------------------------------- |
| Generalmajor Sergei Buniachenko | dezembro de 1944 - maio de 1945 |

## Área de operações
| Alemanha | dezembro de 1944 - maio de 1945 |